# Пічкур звичайний
Пічкур звичайний (Gobio gobio) — невелика срібляста риба з родини пічкурових. Тіло валькувате, з видовженим хвостовим стеблом, вкрите відносно великою лускою. Рот нижній, у кутках його є по одному добре розвиненому вусику. Спина зеленувата, на сріблястих боках близько 10 чорних або бурих плям. Плавники з темними рисками, непарні, — сірі, парні — блідо-жовті.
Довжина тіла рідко досягає 0,2 м. Найчастіше трапляються особини не більше 0,08—0,1 м, живою масою 0,02—0,04 кг. В Україні пічкур поширений повсюдно, навіть в гірських річках і струмках.
Виявити пічкурів досить легко. Вони великими табунами плавають на піщаних мілинах у великих і малих річках, а також у проточних озерах і ставках. Влітку тримається тих місць, що добре прогріваються. При пониженні температури відходить від берегів в глибші місця з мулистим або піщаним дном, але поблизу перекатів. Взимку вирушає в ями. Серед зими, коли помітно знижується вміст кисню у воді, численні зграї пічкурів скупчуються біля донних джерел або водоскидів. У зв'язку з порційним ікрометанням нерест пічкура розтягується інколи з кінця квітня по червень. Пічкурі, що мешкають в заплавних водоймищах і заливних озерах, під час розливу вирушають для нересту в річки.